# 伍德維爾鎮區 (北卡羅萊納州伯蒂縣)
伍德維爾鎮區（英語：Woodville Township）是位於美國北卡羅萊納州伯蒂縣的一個鎮區。

## 地方資料
伍德維爾鎮區的面積為261.60平方千米，當中陸地面積為261.57平方千米，而水域面積為0.03平方千米。根據2020年美國人口普查的數據，當地共有人口1065人，而人口密度為每平方千米4.07人。